# Биопсия предстательной железы

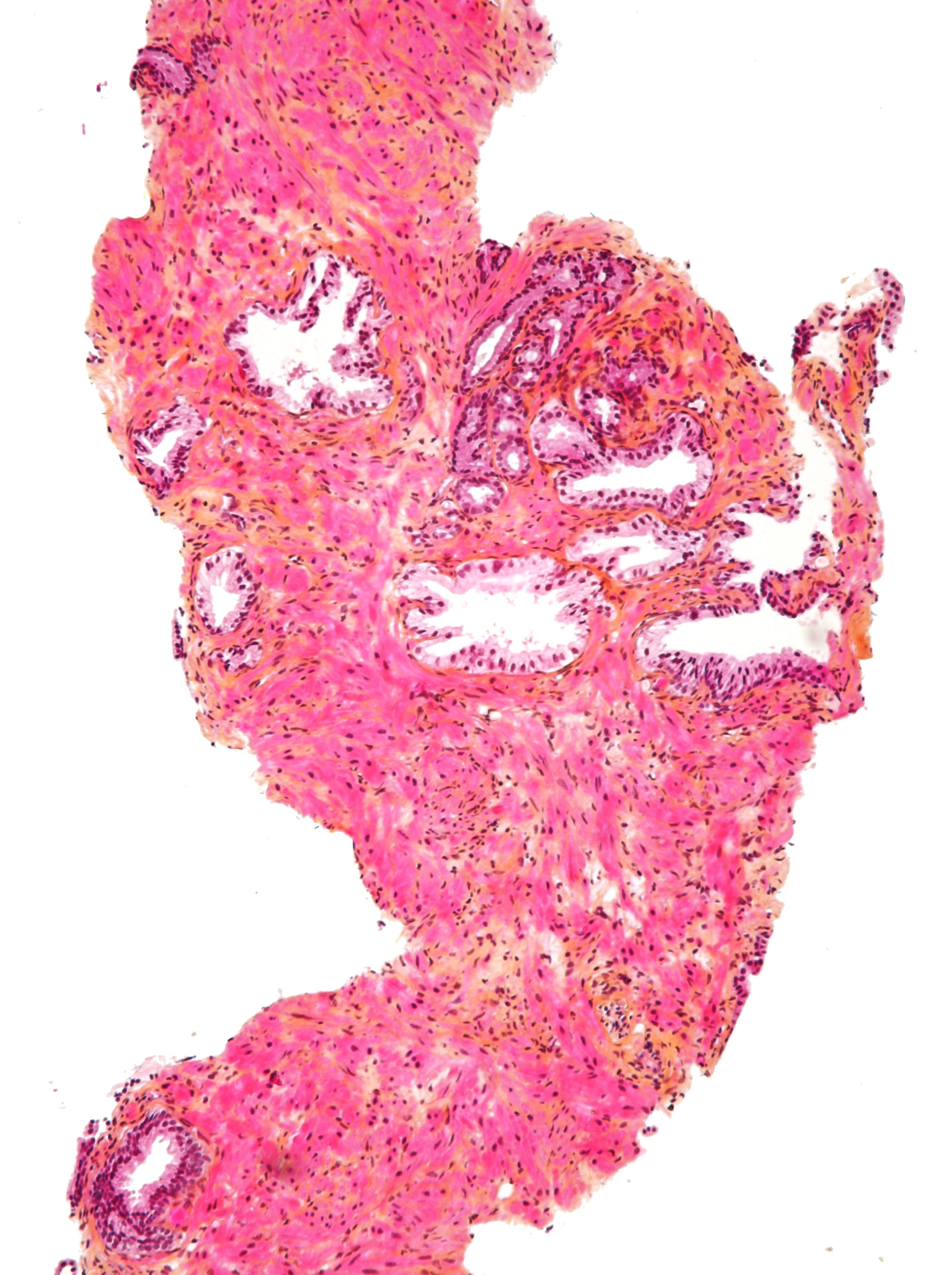
Микрофотография аденокарциномы простаты в образце ткани, полученном при биопсии простаты

Биопсия предстательной железы под ультразвуковым контролем широко применяется во всём мире для диагностики рака предстательной железы. Биопсия предстательной железы обеспечивает, с одной стороны, гистологическую верификацию диагноза, с другой стороны, позволяет оценить распространённость опухоли, характер роста и степень дифференцировки, что обеспечивает стадирование опухоли и выбор адекватного метода лечения. Биопсия предстательной железы эволюционировала от биопсии под контролем пальца исследующего к секстантной биопсии под контролем трансректального ультразвукового исследования (ТРУЗИ), дальнейшим развитием чего явилась сатурационная биопсия. Во время обследования объектами изучения являются органы малого таза мужчины (мочевой пузырь; парные железы, которые выделяют секрет для движения и питания сперматозоидов; простата; венозные сосуды).

## Показания
- Повышение уровня общего ПСА, уменьшение соотношения свободный ПСА/общий ПСА.
- Обнаружение при пальцевом ректальном исследовании простаты участков, подозрительных на рак.
- Обнаружение при ТРУЗИ простаты участков, подозрительных на рак простаты (как правило, это участки со сниженной эхогенностью).
- Необходимость уточнения стадии заболевания при подтверждённом раке простаты, когда данные были получены после трансуретральной резекции (ТУР) простаты или чреспузырной аденомэктомии[4].

## Противопоказания
- общее тяжёлое состояние больного

### острыеинфекционные заболевания
- неконтролируемые нарушения свёртывающей системы крови
- острые воспалительные заболевания прямой кишки, осложнённый геморрой
- острый простатит[4][5]

## Техника
Широкое распространение биопсия простаты получила с появлением высокоскоростных устройств для биопсии, состоящих из биопсийного пистолета и специальных биопсийных игл. Стандартным методом визуализации при проведении биопсии простаты является ТРУЗИ, которое, с одной стороны, позволяет оценить размеры, форму и наличие очаговых изменений простаты, а также семенных пузырьков, с другой стороны, позволяет получить биопсийный материал из зон, необходимых для исследования.
Стандартным подходом для осуществления биопсии является трансректальный доступ (через прямую кишку). Трансперинеальный (промежностный) доступ используется при стенозе ануса или при резекции прямой кишки, когда не представляется возможным ввести в неё необходимый инструмент.
Основным принципом проведения биопсии простаты является системность, то есть образцы тканей берут не только из подозрительных участков, но из всей периферической зоны простаты. Секстантная биопсия, предложенная в 1989 г. K.K.Hodge с соавторами, предусматривает исследование образцов ткани простаты из 6 точек. При выполнении секстантной биопсии из каждой доли предстательной железы берут по три образца ткани (из базальной, апикальной и средней части железы). На сегодняшний день установлено, что расширенная биопсия из 10-12-18 точек улучшает выявляемость рака простаты на треть по сравнению со стандартной секстантной биопсией. К другим преимуществам расширенной биопсии относятся более высокая вероятность совпадения суммы Глисона при биопсии и радикальной простатэктомии, а также возможность идентификации одно- или двусторонней локализации опухоли в предстательной железе. Отмечено, что выполнение биопсии простаты по расширенной методике улучшает выявляемость локализованных форм рака предстательной железы, когда возможно проведение радикального лечения. В последнее время получила распространение сатурационная биопсия простаты из 24 точек. Объём предстательной железы и уровень ПСА — основные параметры, на которых построена Венская номограмма, которая позволяет выбрать оптимальное количество вколов при биопсии простаты. Пациентам с ПСА < 20 нг/мл и объёмом предстательной железы < 50 см3 показано выполнение биопсии из 12 точек, в то время как мужчинам с аналогичным уровнем ПСА и объёмом железы > 50 см3 — из 18 точек. Мужчинам с ПСА > 20 нг/мл и объёмом простаты < 50 см3 показана биопсия из 8-10 точек, а при ПСА > 20 нг/мл и объёме простаты > 50 см3 — из 12 точек.

### Подготовка и проведение
За несколько дней до планируемой биопсии пациентам не рекомендуют принимать ацетилсалициловую кислоту (аспирин), антикоагулянты и другие средства, оказывающие влияние на свёртываемость крови, в том числе препараты группы НПВС.
Накануне проведения биопсии рекомендуется выполнение очистительной клизмы, поскольку каловые массы в прямой кишке могут создавать механические трудности для выполнения процедуры. Антибиотикопрофилактика с использованием фторхинолонов начинается за несколько часов до планируемой биопсии и продолжается 3–5 суток.
Биопсия предстательной железы проводится амбулаторно, хотя некоторые категории пациентов требуют госпитализации (например, пациенты с высоким риском сердечно-сосудистых осложнений, которым невозможно прервать терапию дезагрегантами).
Положение пациента при проведении биопсии — на боку с подтянутыми к груди ногами либо литотомическое положение (как для промежностных операций). После введения ректального ультразвукового датчика осуществляют ТРУЗИ простаты. С целью анестезии применяют либо интраректальное введение специального геля с лидокаином, либо выполняют перипростатические инъекции местного анестетика. У большинства устройств для биопсии игла входит в ткань на глубину 20–22 мм. Длина получаемого столбика ткани составляет приблизительно 17 мм. В том случае, если эта длина менее 10 мм, рекомендуют повторить пункцию в том же направлении. Полученные в ходе биопсии столбики тканей помещают в отдельные маркированные контейнеры, которые передаются в лабораторию для исследования.

## Фьюжн биопсия (прицельная биопсия предстательной железы)
Техника проведения фьюжн биопсии предполагает использование снимков МРТ (магнитнорезонансная томография). Перед проведением процедуры биопсии делается МРТ сканирование предстательной железы. Железа, вместе с подозрительными участками в ней, визуализируется в 3-мерном изображении. Использования только ультразвука такой возможности не предоставляет. Впоследствии снимки МРТ накладываются (отсюда слово фьюжн = (fusion) слияние) на снимки с ультразвука и дают хирургу, проводящему биопсию простаты, возможность, взять биопты из отдалённых участков железы.  Кроме того, во время фьюжн биопсии стандартно берётся минимум 18 биоптов. Преимущества фьюжн биопсии состоит так же в том, что она, в отличие от стандартной биопсии, проводится промежностно, что уменьшает шанс на побочные эффекты (воспаления, заражения) и под наркозом.

## Осложнения
Биопсия предстательной железы, являясь относительно безопасной процедурой, в ряде случаев может приводить к развитию осложнений.  Наиболее часто встречающимися осложнениями являются:
- гематурия (примесь крови в моче) — 35,9 %
- боли в прямой кишке и промежности — 30,9 %
- гемоспермия (наличие крови в сперме) — 27,1 %
- острый простатит — 3,4 %
- кровотечение из прямой кишки — 2,1 %
- острая задержка мочи — 1,5 %
- острый орхоэпидидимит — 1,1 %
- потеря сознания во время биопсии — 1,1 %.

Наиболее серьёзным, но к счастью редким, осложнением трансректальной биопсии является бактериемия с угрозой развития септического шока. В целом, серьёзные осложнения биопсии простаты встречаются редко, что позволяет проводить данную процедуру в амбулаторных условиях.

## Повторная биопсия
Отсутствие в полученных образцах тканей простаты опухолевых клеток не является гарантией отсутствия у пациента рака простаты. В связи с этим актуальным является вопрос о необходимости проведения повторной биопсии простаты. Показаниями для проведения повторной биопсии предстательной железы являются:
- наличие простатической интраэпителиальной неоплазии (ПИН) высокой степени, или участков атипичной мелкоацинарной пролиферации (ASAP), выявленной при первичной биопсии простаты
- тенденция к росту ПСА более 0,75 нг/мл/год даже при отрицательных результатах первичной биопсии
- подозрение на нерадикальность лучевой терапии, проведённой по поводу локализованного рака простаты
- при появлении подозрительных пальпируемых участков и/или изменений при УЗИ предстательной железы, не обнаруженных при предыдущих исследованиях
- наличие данных за местный рецидив опухоли после радикальной простатэктомии.

Техника повторной биопсии простаты отличается от первичной биопсии тем, что осуществляют взятие материала для исследования не только из периферической зоны предстательной железы, но и из транзиторной зоны, что ведёт к увеличению количества биоптатов. Как правило, повторную биопсию простаты производят через 3–6 мес. после первичного исследования. В тех случаях, когда первичная биопсия была секстантной, целесообразно проведение повторной биопсии по расширенной схеме из 10—12 точек, либо проведение сатурационной биопсии из 24 точек.
Третья и более биопсии простаты показаны пациентам, имеющим факторы повышенного риска обнаружения рака простаты: наличие ПИН высокой степени, рост уровня общего ПСА, снижение соотношения свободный ПСА/общий ПСА, скорость прироста ПСА выше нормативной, а также наличие атипичной мелкоацинарной пролиферации при предшествующих исследованиях.